# Canon EF 24-70mm
Objektiv EF 24-70mm f/2.8L je profesionalni Canonov objektiv z okovom EF. Njegova goriščna razdalja sega od širokega do normalnega kota. Spada med zoom objektive. Izdeluje ga Canon Inc., prvič pa je luč sveta ugledal leta 2002 z namenom zamenjave dobro nagrajenega Canon EF 28-70mm f/2.8L.
Ta objektiv velja za zelo kontrastnega, barvitega in ostrega. Obstaja pa nekaj objektivov na trgu, pri katerih se pojavljajo napake pri delovanju, katerih pri starejšem modelu (28-70mm) ni bilo. Poročali so o neostrih objektivih in pojavu kromatske aberacije. Nekatera poročila so navajala, da se objektiv dobro obnese samo pri določenih vrednostiih zaslonke. Kakorkoli že, pa ti problemi niso samo napaka objektiva, ampak tudi problem amaterskih uporabnikov, ki želijo uporabljati profesionalno fotografsko opremo.
Objektiv je odporen proti vlagi in prahu, ni pa vodoodporen. Vsebuje 8-delno zaslonko, katera tvori skoraj okroglo odprtino za vrednosti zaslonskega števila med f/2,8 in f/5,6. Pri nižjih goriščnicah se pojavlja ukrivljenje slike.

## Obratni zoom
Nenavadno je, da se objektiv razteguje pri pomikanju proti krajši goriščni razdalji. Ko na objektivu uporabljamo sončno zaslonko je le ta pritrjena na stabilni del objektiva. Pri spreminjanju goriščne razdalje, se sončna zaslonka ne premika. To se odraža v pravilni senci pri vsaki goriščni razdalji. Ko objektiv pomaknemo proti višji goriščni razdalji, se sprednja leča objektiva pomakne v notranjost in ima tako večjo senco v primerjavi z manjšo goriščno razdaljo.
Ta obratni zoom je prikazan na naslednjih dveh slikah:
- Objektiv pri 70 mm z UV-filtrom
- Objektiv pri 24 mm z UV-filtrom
- Objektiv s sončno zaslonko